# Klausen (Eifel)
Pour les articles homonymes, voir Klausen.
Klausen est une municipalité allemande située dans le land de Rhénanie-Palatinat et l'arrondissement de Bernkastel-Wittlich.